# Horipro

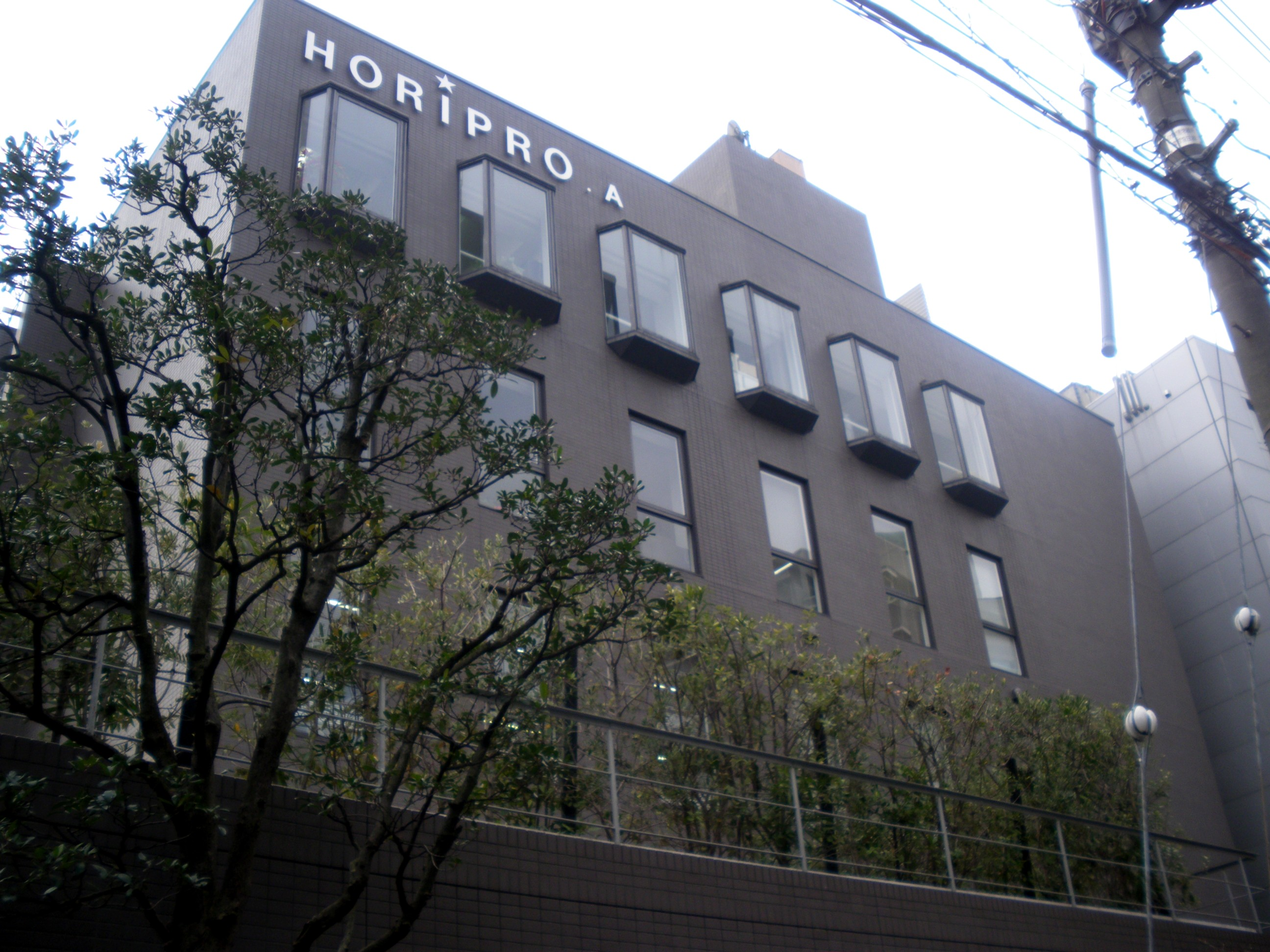
Une photo du siège social de Horipro Inc. (Hori Production), une grande agence de talents au Japon.

Horipro (株式会社ホリプロ, Kabushiki Kaisha Horipuro), fondée en 1963 sous le nom de Hori Production (ホリ プロダクション) est une agence artistique japonaise.

## Membres
- Momoe Yamaguchi
- Haruka Ayase
- Satomi Ishihara
- Kyoko Fukada
- Kōhei Fukuyama
- Tatsuya Fujiwara
- Tomomi Itano
- Tomomi Kasai
- Moeno Nito
- Haruka Ishida
- Sumire Sato
- Miho Miyazaki
- Suzuran Yamauchi
- Mai Oshima
- Kazue Itoh
- Kazuma Suzuki
- Kenichi Matsuyama
- Suzuka Morita
- Ryota Ozawa
- Ryuji Sainei
- Summers
- Naho Toda
- Satoshi Tsumabuki
- Akiko Wada
- Daisuke Kishio
- Tsuyoshi Abe
- Shinichiro Kurimoto

## Groupes musicaux
- Ace fichier
- Faux?
- P-poussins
- BEST FRIENDS!

## Studio de production
Source : Anime News Network 
- Dan Doh!! : Production de l'animation
- Death Note : Production
- Death Note 2: The Last Name : Production
- Detroit Metal City : Production
- Digi-girl Pop! : Production
- Final Fantasy VII
- Gantz : Production
- Gantz II : Perfect Answer : Production
- Idol Tenshi Yōkoso Yōko : Production Coopération
- Kaleido Star : Musique, Production
- Kaleido Star : New Wings Extra Stage : Musique, Production
- L: Change the World : Production
- Lettre à Momo : Production
- Super Mario Bros. : Peach-Hime Kyushutsu Dai Sakusen! : Production
- Yatterman : Production